# 吕薇 (经济学家)
吕薇（1956年8月—）女，上海人，中华人民共和国经济学家。

## 生平
吕薇是中国共产党党员。1975年8月到1978年2月，为辽宁省新金县插队知识青年。1978年2月到1982年1月，在大连工学院学习，获工学学士学位。1982年2月到1984年12月，在中国社会科学院研究生院学习，获经济学硕士学位。1984年12月到1991年，历任国务院发展研究中心实习研究员、助理研究员。1990年到1991年 ，为美国明尼苏达大学经济系访问学者。1991年到1996年，任国务院发展研究中心副研究员。1993年4月到2006年3月，任国务院发展研究中心技术经济研究部副部长。1993年6月到8月访问联合国工业发展组织，开展合作研究。1996年起，任国务院发展研究中心研究员。1998年获国务院政府专家津贴。
2001年11月获同济大学经济与管理学院管理学博士学位。2004年7月到9月，为中组部第三期哈佛大学公共管理高级培训班学员。2006年4月起，任国务院发展研究中心技术经济研究部部长。2008年3月 当选第十一届全国人大常委会委员，全国人大财政经济委员会委员。2012年，成为国务院发展研究中心创新发展重点基础领域学术带头人。2013年当选第十二届全国人大常委会委员，全国人大财政经济委员会委员。2018年当选第十三届全国人大财政经济委员会委员。2018年2月24日，当选为第十三届全国人大代表。

## 著作
- 《全球化背景下的开放创新体系建设》
- 《可再生能源发展机制与政策》
- 《激励创新政策选择与案例研究》
- 《中国特色创新之路：政策与机制研究》
- 《产业发展之路：培育、组织和规则》
- 《创新驱动发展与知识产权制度》
- 《建设创新型国家：30年创新体系演进》
- 《绿色发展：体制机制与政策》
- 《技术转移与知识产权保护》
- 《中国制造业创新与升级——路径、机制与政策》
- 《知识产权制度：挑战与对策》
- 《国有经济的战略性改组》
- 《中国产业集群发展报告(2007-2008)》
- 《2030年的中国：建设现代化和谐有创造力的社会》
- 《可再生能源：发展机制与政策》
- 《政府对产业技术研究开发的资助与管理》
- 《区域创新驱动发展战略：制度与政策》
- 《高新技术产业政策与实践》
- 《产业重组与竞争》[2]